# Domingo Ram y Lanaja
Domingo Ram y Lanaja (Alcañiz, 1395 – Roma, 25 de abril de 1445) foi um cardeal do século XV.

## Biografia
Nasceu em Alcañiz em Ca. 1345, Alcañiz (ou Morella), Teruel, Aragão. De uma família nobre. Filho de Blasi Ram e Dolça Lanaja. O primeiro nome dele é também listado como Domènec. Foi chamado Cardeal de Lérida ou de Tarragona.
Ingressou nos Cônegos Regulares de Santo Agostinho. Estudou direito civil na Universidade de Lérida; em 1406, obteve o doutorado em utroque iure, tanto em direito canônico quanto em direito civil.
Prior da collegiata de Alcañiz em 1394. Procurador da igreja de São Salvador de Saragoça em 1395. Como representante do capítulo da catedral de Saragoça, participou nas cortes de Aragão em 1395. Em 1405, foi coletor da arquidiocese de Saragoça e, como tal, reservou os fundos para a corte papal de Avinhão. Em 1º de agosto de 1406, foi admitido pelo antipapa Bento XIII como referendário de sua chancelaria em Mônaco; no dia seguinte, ele prestou o juramento habitual. Prior da igreja de São Salvador de Saragoça em 1406. Esteve ao serviço do antipapa Bento XIII em Perpignan em 1º de maio de 1407. Em 13 de junho de 1407, o antipapa enviou-o como núncio na Espanha, especialmente diante do rei Martinho I de Aragão. Foi um dos sete embaixadores enviados pelo antipapa Bento XIII no início de 1409 para negociar a abdicação com o Concílio de Pisa e a corte papal do Papa Gregório XII; a missão foi um fracasso total. Em 1409, participou do Concílio de Perpignan.
Eleito bispo de Huesca pelo antipapa Bento XIII, em 5 de maio de 1410; tomou posse da sé em 20 de agosto de 1410. Em 1411, o Parlamento de Alcañiz, em preparação para a reunião do Parlamento de Caspe, pediu ao Antipapa Bento XIII que enviasse o Bispo Ram para guardar o castelo e a aldeia de Caspe durante as suas sessões; o bispo foi enviado a Caspe e, em junho de 1412, foi também nomeado um dos três juízes do reino de Aragão para a sucessão ao trono; teve um papel muito activo nas discussões e votou a favor do Infante D. Fernando de Antequera; foi um dos signatários do Compromisso de Caspe; depois de Vicente Ferrer, futuro santo, foi a figura mais destacada do compromisso; consagrou e coroou o infante como rei de Aragão em 15 de janeiro de 1414. No início de 1415, foi enviado a Nápoles pelo rei de Aragão para acertar os detalhes finais do casamento do infante D. Juan de Aragão com a rainha Joana de Nápoles. Núncio do Antipapa Bento XIII em Nápoles, Sicília, Sardenha e Córsega, 16 de janeiro de 1415; sua missão era convencer a rainha Joana de Nápoles a aderir à obediência de Avinhão; no último minuto, a rainha mudou de ideias e casou-se com o príncipe francês Jacques de Bourbon e manteve a sua lealdade a Roma. Vice-rei da Sicília, 1415-1419. Participou do Concílio de Constança. Transferido para a sé de Lérida em 13 de novembro de 1415; confirmado pelo Papa Martinho V, 15 de dezembro de 1417; celebrou um sínodo em 1418; um de seus vigários gerais foi Alfonso de Borja, futuro Papa Calisto III. Participou do Concílio de Lérida, inaugurado em 9 de outubro de 1418, sob a presidência do Cardeal Alamanno Adimari. Deixou a obediência de Avinhão e juntou-se à de Roma.
Criado cardeal sacerdote em segredo no consistório secreto de 23 de julho de 1423; confirmado, mas não publicado no consistório de 24 de maio de 1426; publicado em 8 de novembro de 1430; recebeu o título de Ss. Giovanni e Paolo. Em 1424, foi o impulsionador do Concílio de Tarragona, convocado para acabar com os últimos vestígios do cisma; em nome dos participantes, advertiu o rei Afonso V pelo apoio que dava aos cismáticos de Peñíscola e pelas medidas que tomara contra o Papa Martinho V, inspiradas em razões políticas, como a questão de Nápoles. Nomeado presidente da Generalitat da Catalunha, em 14 de julho de 1428. Em setembro de 1429, teve participação muito ativa no Concílio de Tortosa, junto com o Cardeal Pierre de Foix, legado papal, para acabar com os remanescentes do Cisma Ocidental; respondeu ao discurso inaugural do legado e interveio na revisão das vinte e duas constituições reformadoras, entre elas uma muito importante relativa ao catecismo. Nomeado administrador da sé de Lérida, 10 de março de 1430, ocupou o cargo até 20 de julho de 1435. O rei Alfonso V nomeou-o o primeiro de três embaixadores, que, juntamente com os embaixadores de Navarra, negociaram uma trégua com o rei de Castela; a trégua de cinco anos foi alcançada perto de Soria em 16 de julho de 1430 e anunciada publicamente no dia 25 de julho seguinte. Não participou do conclave de 1431, que elegeu Papa Eugênio IV. Cardeal protoprete em março de 1434. Administrador da Sé de Tarragona, 25 de agosto de 1434. Em 24 de março de 1435, juntamente com Federico Ventimilia e Jaime Pelegrin, solicitou ao rei Alfonso V de Aragão a investidura de Nápoles. Compareceu contra a vontade do Papa Eugênio IV e entrou na cidade em 10 de julho de 1438; foi adicionado à embaixada conciliar enviada à Dieta de Frankfurt em 23 de fevereiro de 1439. O rei Alfonso V o credenciou como seu embaixador no Concílio de Basileia em 1439; seguindo as instruções reais, opôs-se fortemente à deposição do Papa Eugênio IV; por sua participação no concílio, o papa o destituiu do cargo de administrador de Tarragona, mas em 4 de julho de 1440, o pontífice o restaurou no cargo. Entrou em Florença, onde estava o Papa Eugênio IV, em 2 de junho de 1440. O papa concluiu as cerimônias de sua investidura ao cardinalato em 23 de junho de 1440. Promovido à sé metropolitana de Tarragona, em 4 de julho de 1440. Retornou a Aragão como conselheiro do rei Alfonso V, que estava em guerra com Castela. Alcançada a paz, regressou a Roma, onde foi notado em 24 de outubro de 1442. Em 1444, atuou como árbitro para resolver as divergências entre os reis de Castela e Navarra. Nomeado pelo Papa Eugênio IV bispo da sé suburbicária do Porto e Santa Rufina em 7 de março de 1444.
Morreu em Roma em 25 de abril de 1445, com quase 100 anos. Enterrado diante do altar dos Santos João Batista e João Evangelista na Basílica Patriarcal de Latrão, Roma